# Osphryon pallidipennis
Osphryon pallidipennis là một loài bọ cánh cứng trong họ Cerambycidae.